# 印枝蝗科
印枝蝗科（学名：Mastacideidae）是直翅目下的一个科。

## 下属分类
本科包括以下属：
- 印枝蝗属 Mastacides Bolívar, 1899
- Paramastacides Descamps, 1974